# 格價網站
格價網站，粵語地區又作比價網站，是一類垂直搜索網站，幫助消費者搜集同一商品的資料進行價格比較，以找出最便宜的價格。隨著互聯網興起令市場資訊更為流通，格價網站變得越見普遍。2005年，英國格價網站產業的總收入達1.2至1.4億英鎊。購物網站一般都有提供格價功能，將網站內同類商品進行比價。